# Роземари Акерман
Роземари Акерман (рођена Вичас 4. априла 1952) је бивша источнонемачка скакачица увис.
Три пута је учествовала на Летњим олимпијским играма. На Олимпијским играма 1976. у Монтреалу освојила је златну медаљу у скоку увис скоком од 1,93 м. Она је прва жена која је прескочила летвицу на висини од 2 метра 26. августа 1976. у Берлину.

## Значајнији резултати
| Год. | Такмичење                          | Место                   | Плас. | Рез. |
| ---- | ---------------------------------- | ----------------------- | ----- | ---- |
| 1972 | Олимпијске игре 1972.              | Минхен, Западна Немачка | 7     |      |
| 1976 | Олимпијске игре 1976.              | Монтреал, Канада        | 1     | 1,93 |
| 1980 | Олимпијске игре 1980.              | Москва, СССР            | 4     |      |
| 1974 | Европско првенство 1974.           | Рим, Италија            | 2     | 1,93 |
| 1978 | Европско првенство 1978.           | Праг, Чехословачка      | 2     | 1,99 |
| 1973 | Европско првенство у дворани 1973. | Ротердам, Холандија     | 4     |      |
| 1974 | Европско првенство у дворани 1974. | Гетеборг, Шведска       | 1     | 1,90 |
| 1975 | Европско првенство у дворани 1975. | Катовице, Пољска        | 1     | 1,92 |
| 1976 | Европско првенство у дворани 1976. | Минхен, Западна Немачка | 1     | 1,92 |

## Светски рекорди
- 1,94 м — 25. август 1974. Источни Берлин (изједначен рекорд Јорданке Благоеве)
- 1,95 м — 8. септембар 1974. Рим (поставља нови рекорд)
- 1,96 м — 8. мај 1976. Дрезден (два пута скаче висину светског рекорда)
- 1,97 м — 14. август 1977. Хелсинки (два пута скаче висину светског рекорда)
- 2,00 м — 26. август 1977. Берлин (поставља нови рекорд, који је 4. августа 1978. оборила Сара Симеоне)